# Бжостовский, Ян Владислав
Ян Владислав Бжосто́вский (1644 — 24 октября 1722) — государственный деятель Великого княжества Литовского, писарь великий литовский (1672—1698), референдарий великий литовский (1681—1698), каштелян трокский (1705—1710), староста субоцкий (с 1669), озецкий (с 1674), мядельский, давговский, быстрицкий и оранский.

## Биография
Представитель литовского шляхетского рода Бжостовских герба «Стремя». Сын каштеляна и воеводы трокского Циприана Павла Бжостовского (1612—1688) и Варвары-Рахиль Дунин-Раецкой.
Должности: староста субоцкий (с 1669), озецкий (с 1674), писарь великий литовский (с 1672), референдарий великий литовский (1681—1705), каштелян трокский (1705—1710).
С 1674 года Ян Владислав Бжостовский неоднократно избирался послом (депутатом) на сеймы. В том же году на элекционном сейме он поддержал избрание Яна Собеского на польский королевский престол. Участвовал в войне шляхты против Сапег.
Был соавтором (вместе с Яном Биллевичем) Ординации шавельской экономии.

## Семья и дети
Был женат на Констанции Млечко, дочери старосты жемайтского Викторина Констанция Млечко (ум. 1679), от брака с которой имел двух сыновей и четырех дочерей:
- Юзеф Бжостовский (ум. 1745), писарь великий литовский
- Константин Бенедикт Бжостовский (ум. 1722), каштелян мстиславский
- Розалия Бжостовская (ум. 1746), муж — воеводы инфлянтский Ян Людвик Плятер
- Ракель Бжостовская (ум. 1712), муж — воевода витебский Анджей Казимир Кришпин-Киршенштейн (ум. 1704)
- Тереза Бжостовская (ум. 1721), муж — каштелян и воевода витебский, князь Марциан Михаил Огинский (1672—1750)
- Иоанна Бжостовская